# 林欣慧
林欣慧（Lin Hsin-Hui），台灣中生代女編劇。與編劇簡奇峯長年合作執筆多部台灣電視劇劇本。曾執筆劇本有《花樣少年少女》、《桃花小妹》、《花是愛》、《必娶女人》、《稍息立正我愛你》、《想見你》等作品。2010年她與呂蒔媛、吳維君、林純華以客家電視台《牽紙鷂的手》共同獲得第45屆金鐘獎『戲劇節目編劇獎』。2020年她再度以《想見你》與簡奇峯於第55屆金鐘獎共同獲得該獎項。

## 影劇作品

### 戲劇
| 年份   | 播放平台         | 戲劇名稱           | 戲劇類型 | 擔任職務 | 備註                                             |
| 2006年 | 華視、八大綜合台 | 花樣少年少女       | 長篇劇集 | 編劇     | 與齊錫麟、黃徽容、張婉妮、韓佩貞、葉育綾聯合撰寫 |
| 2009年 | 中視、八大綜合台 | 愛就宅一起         | 長篇劇集 | 編劇     | 與簡奇峯聯合撰寫                                 |
| 2009年 | 中視、八大綜合台 | 桃花小妹           | 長篇劇集 | 編劇     | 與簡奇峯、林純華、陳依孝、劉蕊瑄、周素瑩聯合撰寫 |
| 2010年 | 客家電視台       | 牽紙鷂的手         | 長篇劇集 | 編劇     | 與呂蒔媛、吳維君、林純華聯合撰寫                 |
| 2011年 | 台視             | 前男友             | 長篇劇集 | 編劇     | 與簡奇峯聯合撰寫                                 |
| 2012年 | 台視、衛視中文台 | 花是愛             | 長篇劇集 | 編劇     | 與簡奇峯聯合撰寫                                 |
| 2013年 | 台視、衛視中文台 | 遇見幸福300天      | 長篇劇集 | 編劇     | 與簡奇峯聯合撰寫                                 |
| 2015年 | 中視、東森綜合台 | 必娶女人           | 長篇劇集 | 編劇     | 與簡奇峯聯合撰寫                                 |
| 2017年 | 中視、LINE TV    | 稍息立正我愛你     | 長篇劇集 | 編劇     | 與簡奇峯聯合撰寫                                 |
| 2019年 | 中視、衛視中文台 | 想見你             | 長篇劇集 | 編劇     | 與簡奇峯聯合撰寫                                 |
| 2025年 | Netflix          | 如果我不曾見過太陽 | 長篇劇集 | 編劇     | 與簡奇峯聯合撰寫                                 |

## 出版作品

### 小說
| 年份   | 書籍名稱                         | 書籍類型 | 作者                   | 出版社   | ISBN               |
| 2020年 | 想見你Someday or One Day原著小說 | 影視小說 | 簡奇峯、林欣慧         | 水靈文創 | ISBN 9789869811750 |
| 2023年 | 想見你電影原創劇本書             | 影視小說 | 簡奇峯、林欣慧、呂安弦 | 重版文化 | ISBN 8504620359880 |

## 獎項紀錄
| 年份   | 頒獎典禮              | 獎項           | 作品       | 結果 |
| ------ | --------------------- | -------------- | ---------- | ---- |
| 2010年 | 第45屆金鐘獎          | 戲劇節目編劇獎 | 牽紙鷂的手 | 獲獎 |
| 2012年 | 第47屆金鐘獎          | 戲劇節目編劇獎 | 前男友     | 提名 |
| 2016年 | 第51屆金鐘獎          | 戲劇節目編劇獎 | 必娶女人   | 提名 |
| 2020年 | 第55屆金鐘獎          | 戲劇節目編劇獎 | 想見你     | 獲獎 |
| 2020年 | 第3屆亞洲影藝創意大獎 | 最佳原創劇本獎 | 想見你     | 提名 |
| 2021年 | 第25屆亞洲電視大獎    | 最佳原創劇本獎 | 想見你     | 獲獎 |

## 外部連結
- 林欣慧 - MovieCool 華文影劇數據平台| 電影、連續劇、影人 （页面存档备份，存于）